# Deborah-Zahl
Die Deborah-Zahl (Formelzeichen: {\displaystyle {\mathit {De}}}) ist eine dimensionslose Kennzahl der Rheologie. Sie beschreibt die Zeitabhängigkeit des viskoelastischen Verhaltens eines Fluids als Verhältnis seiner Relaxationszeit {\displaystyle t_{\mathrm {c} }} zur Beobachtungszeit {\displaystyle t_{\mathrm {p} }}:
{\displaystyle {\mathit {De}}={\frac {t_{\mathrm {c} }}{t_{\mathrm {p} }}}.}
Die Relaxationszeit wäre im einfachsten Fall jene aus einem Maxwell-Modell des Fluids. Als „Beobachtungszeit“ kann z. B. das Inverse einer Scherrate oder der Frequenz einer mechanischen Anregung verstanden werden.
Je kleiner die Deborah-Zahl, umso flüssiger erscheint das Fluid. Bei Deborah-Zahlen um 1 sind elastische und viskose Eigenschaften ähnlich stark vertreten.

## Geschichte
Der Erfinder der Deborah-Zahl, der israelische Rheologe Markus Reiner, bezog sich bei der Benennung auf eine Passage aus dem Deboralied:  Die Berge ergossen sich vor dem HERRN, der Sinai vor dem HERRN, dem Gott Israels. (Ri 5,5 ) Demnach sind die Berge im Angesicht Gottes in Bewegung, während sie menschlichen Beobachtern als fest erscheinen.